# CEACAM1
CEACAM1 (англ. Carcinoembryonic antigen related cell adhesion molecule 1) – білок, який кодується однойменним геном, розташованим у людей на короткому плечі 19-ї хромосоми. Довжина поліпептидного ланцюга білка становить 526 амінокислот, а молекулярна маса — 57 560.
| 10         |  | 20         |  | 30         |  | 40         |  | 50         |
| ---------- |  | ---------- |  | ---------- |  | ---------- |  | ---------- |
| MGHLSAPLHR |  | VRVPWQGLLL |  | TASLLTFWNP |  | PTTAQLTTES |  | MPFNVAEGKE |
| VLLLVHNLPQ |  | QLFGYSWYKG |  | ERVDGNRQIV |  | GYAIGTQQAT |  | PGPANSGRET |
| IYPNASLLIQ |  | NVTQNDTGFY |  | TLQVIKSDLV |  | NEEATGQFHV |  | YPELPKPSIS |
| SNNSNPVEDK |  | DAVAFTCEPE |  | TQDTTYLWWI |  | NNQSLPVSPR |  | LQLSNGNRTL |
| TLLSVTRNDT |  | GPYECEIQNP |  | VSANRSDPVT |  | LNVTYGPDTP |  | TISPSDTYYR |
| PGANLSLSCY |  | AASNPPAQYS |  | WLINGTFQQS |  | TQELFIPNIT |  | VNNSGSYTCH |
| ANNSVTGCNR |  | TTVKTIIVTE |  | LSPVVAKPQI |  | KASKTTVTGD |  | KDSVNLTCST |
| NDTGISIRWF |  | FKNQSLPSSE |  | RMKLSQGNTT |  | LSINPVKRED |  | AGTYWCEVFN |
| PISKNQSDPI |  | MLNVNYNALP |  | QENGLSPGAI |  | AGIVIGVVAL |  | VALIAVALAC |
| FLHFGKTGRA |  | SDQRDLTEHK |  | PSVSNHTQDH |  | SNDPPNKMNE |  | VTYSTLNFEA |
| QQPTQPTSAS |  | PSLTATEIIY |  | SEVKKQ     |  |            |  |            |

A: Аланін

C: Цистеїн

D: Аспарагінова кислота

E: Глутамінова кислота

F: Фенілаланін

G: Гліцин

H: Гістидин

I: Ізолейцин

K: Лізин

L: Лейцин

M: Метіонін

N: Аспарагін

P: Пролін

Q: Глутамін

R: Аргінін

S: Серин

T: Треонін

V: Валін

W: Триптофан

Кодований геном білок за функцією належить до фосфопротеїнів. 
Задіяний у такому біологічному процесі, як альтернативний сплайсинг. 
Локалізований у клітинній мембрані, мембрані, клітинних контактах, клітинних відростках, цитоплазматичних везикулах.
Також секретований назовні.